# Giuseppe Vista
Giuseppe Vista (Altamura, XVIII-XIX sec. – XVIII-XIX sec.) è stato un religioso e musicista italiano.

## Biografia
Giuseppe Vista, sacerdote altamurano, dopo aver studiato musica presso il Conservatorio della Pietà dei Turchini di Napoli, ritornò ad Altamura dove "si fece ammirare per la voce di basso profondo e per il metodo del suo canto".
Tornato a Napoli nella prima metà del XIX secolo, divenne uno dei migliori cantanti di Napoli e e fu uno degli "ebdamarii corali" della Chiesa Cattedrale di Napoli. Il Cagnazzi, nel manoscritto Notizie varie di Altamura (1839), afferma che Giuseppe Vista fu uno dei primi a bandire "l'antico metodo aspro e sonoro che si usava dai bassi".